# アンドリュス・マモントバス
アンドリュス・マモントバス （Andrius Mamontovas、1967年8月23日 - ）はリトアニアのロックミュージシャン、シンガーソングライター、音楽プロデューサー、また俳優でもある。ロックバンド「フォイェ」 (Foje) のメンバー。

## 来歴
1967年、ヴィリニュス生まれ。ヴィリニュス・ゲディミナス工科大学で建築経済学を専攻し、その後ヴィリニュス大学でジャーナリズムを専攻した。
1983年の秋、マモントバスはアルノルダス・ルコシュス、ダリュス・タラセビチュスとともに、リトアニアのロックバンド「フォイェ」の前身「スンキ・ムジカ」 (Sunki muzika) を結成した。

## 私生活
マモントバスは妻と息子と娘がいる。また、1993年からベジタリアンである。

## ディスコグラフィー

### CDアルバム
- 1995年 - Pabėgimas
- 1997年 - Tranzas
- 1998年 - Šiaurės naktis. Pusė penkių
- 1999年 - Mono Arba Stereo
- 2000年 - Šiaurės Naktis. Pusė Penkių
- 2000年 - Anapilis
- 2000年 - Cloudmaker
- 2000年 - Visi langai žiūri į dangų
- 2001年 - Cloudmaker. No Reason Why
- 2001年 - Clubmix.lt
- 2002年 - O, meile!
- 2003年 - Beribiam danguje
- 2004年 - Tadas Blinda
- 2006年 - Saldi.Juoda.Naktis.
- 2006年 - Tyla
- 2008年 - Geltona. Žalia. Raudona

### シングル
- 1995年 - Pabėgimas
- 1998年 - TV Daina
- 2003年 - Kregždutės, kregždutės (su Atlanta)
- 2004年 - Pavasariniai žiedai
- 2009年 - Kieno tu pusėj?
- 2009年 - Jie plauna tavo smegenis

### DVDアルバム
- 2004年 - TV Dainos
- 2009年 - Live in Čikaga

## 映画
- 1987年 - Kažkas atsitiko
- 1987年 - Darius Adamonis. Parodų rūmai（監督: マリヨナス・ギエドリース (Marijonas Giedrys) およびアンドリュス・シュシャ (Andrius Šiuša) ）。
- 2008年 - Nereikalingi žmonės
- 2010年 - 雨夜 香港コンフィデンシャル

## 舞台
- 1996年にエイムンタス・ネクロシュスが演出をつとめる『ハムレット』に主演として招聘される。本作は高い評価を得て2011年6月現在までワールドツアーを続けている[2]。